# Fort Recovery
Fort Recovery é uma vila localizada no estado norte-americano de Ohio, no Condado de Mercer.

## Demografia
Segundo o censo norte-americano de 2000, a sua população era de 1273 habitantes.
Em 2006, foi estimada uma população de 1341, um aumento de 68 (5.3%).

## Geografia
De acordo com o United States Census Bureau tem uma área de
2,5 km², dos quais 2,5 km² cobertos por terra e 0,0 km² cobertos por água. Fort Recovery localiza-se a aproximadamente 276 m acima do nível do mar.

## Localidades na vizinhança
O diagrama seguinte representa as localidades num raio de 16 km ao redor de Fort Recovery.